# Mount Âbû
Pour les articles homonymes, voir Abu.
Mount Âbû (माउंट आबू en hindi/rajasthani et માઉન્ટ આબુ en gujarati) est une localité située à l'extrémité de la chaîne des Ârâvalli au Rajasthan, à quelque 100 km à l'ouest d'Udaipur connu comme grand lieu de pèlerinage dans le jaïnisme et en tant que seule station de montagne (hill station) du Rajasthan.

## Étymologie
Le nom Mount Abu est la traduction anglaise du nom local Abu Parvat. Son nom provient d'Arbuda, un asura tué par Indra. Dans les Puranas, la région montagneuse correspondant à l'actuelle zone de Mount Abu est connue sous l’appellation Arbudaranya signifiant Forêt d'Arbuda en sanskrit.

## Économie
La petite cité d'Âbû vit essentiellement du tourisme, en particulier le tourisme climatique et religieux.
Le climat plaisant de la région fait que la période de fréquentation la plus importante dans l'année survient autour des vacances d'été indiennes (avril, mai et juin), les mois d'hiver (décembre, janvier et février) sont également une période remarquable. Depuis quelques années, l'écotourisme est en progression dans la région, focalisé sur les activités de montagne telles que la randonnée, l'observation de la faune sauvage, etc.
Le tourisme à motif spirituel attire principalement les gens de confession jaïniste et hindouiste. Situé à 2 km de la ville, Dilwara est un lieu-dit où se trouve un important sanctuaire jaïn connu pour son architecture époustouflante. Le temple d'Adhar Devi, localisé dans une grotte à 3 km au nord d'Abu est dédié à Katyayini (localement Arbuda Devi), la sixième des neuf formes de la déesse Durga, c'est un lieu de pèlerinage très significatif pour les Hindous lors du festival de Navaratri. Le temple de Gaumukh, situé vers une source à plus de 8 km du centre-ville, forme un pèlerinage considérable pour les gens de caste rajput, car d'après la tradition c'est à côté de ce temple dans un bassin appelé Agni Kund, que le rishi Vashisht aurait réalisé un yagna à Agni et que naquirent de la braise les quatre clans de cette caste guerrière.
Les touristes viennent majoritairement du Rajasthan même et du Gujarat voisin. La ville est seulement accessible par route, la gare la plus proche étant celle de Mount Abu Road et l'aéroport le plus à proximité est celui d'Udaipur. La ville dispose d'une gare routière où des bus partent à destination de la plupart des grandes cités de l'État.

## Histoire

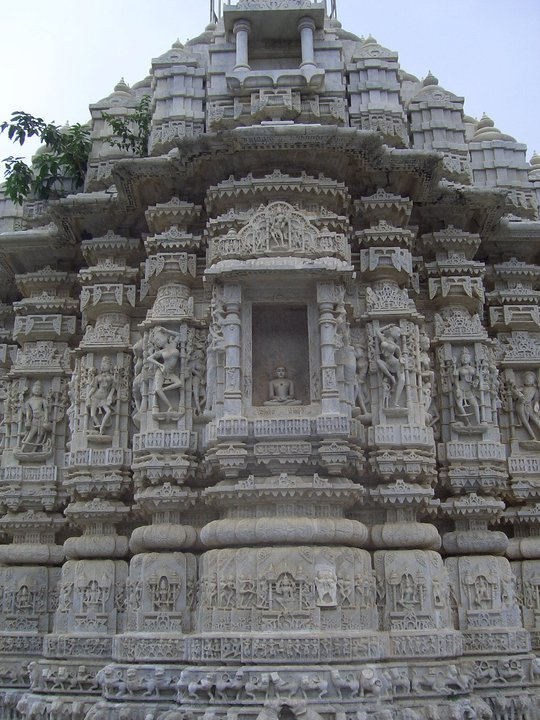
Vue d'un des temples jaïn de Dilwara, avec en son centre un Tirthankara, un maître éveillé.

C'est l'un des principaux centres de pèlerinage du jaïnisme depuis le XIe siècle et on y trouve de nombreux temples jaïns de marbre blanc entourés de murs aveugles, parmi lesquels le Vimal Vasahi, le plus ancien, construit en 1031 par Vimal Shâh et dédié au premier Tîrthankara et le Lun Vasahi, construit en 1231 par les frères Vastupal et Tejpal, des ministres de Vir Dhawal, un râja du Gujarat appartenant à la communauté jaïne Porwal. Cependant, le groupe de temples de Dilwâra, véritable dentelle de marbre, qui surpasse par son travail celui de Ranakpur, est un sommet de l'art jaïn.
De la fin du Xe siècle à 1320, Mount Âbû fut le centre d'un royaume vassal des Paramâra, de capitale Chandravâti, et dont le premier râja, Âranyarâja, était le fils d'un Paramâra du Mâlvâ.
Nichée à 1 220 mètres d'altitude sur les bords du lac Nakkî, Mount Abu est depuis des centaines d'années un lieu d'escapade privilégié par l'aristocratie de la région, comme en témoigne le voyage de noces du célèbre empereur hindou Prithviraj Chauhan en 1778. Cependant, c'est durant le Raj britannique que la ville connaît un développement touristique important car étant devenue la capitale de l'agence du Rajputana, elle était le lieu d'habitation du Résident (représentant colonial) et abritait de nombreux sanatoriums pour les troupes fuyant la chaleur insupportable de l'été indien. Les familles princières des divers États rajputs (tel que Jaipur, Kishangarh, Bharatpur ou Bikaner) disposaient de palais d'été sur les rives et les hauteurs de la ville.